# O noapte la muzeu: Secretul faraonului
O noapte la muzeu: Secretul faraonului sau O noapte la muzeu 3 (titlu original: Night at the Museum: Secret of the Tomb) este un film american și britanic fantastic de comedie şi de aventură din 2014 regizat de Shawn Levy. În rolurile principale joacă actorii Ben Stiller și Robin Williams. Este a doua continuare a filmului O noapte la muzeu din 2006 și a ultima parte a seriei de filme O noapte la muzeu. Filmul este dedicat atât lui Robin Williams cât și  lui Mickey Rooney, amândoi decedați înainte de lansarea filmului. 

## Prezentare
În 1938, în Egipt o echipă de arheologi caută  un mormânt în care se află un artefact valoros. Un băiat cade într-o gaură astfel încât tatăl său și ceilalți descoperă ceea ce caută de ani de zile - tableta lui Ahkmenrah. Mai mulți egipteni angajați pentru săpături văd tableta și dezvăluie că, dacă arheologii vor lua tableta, atunci "va veni sfârșitul".
Filmul continuă în prezent aventurile paznicului la muzeu Larry Daley. Tableta egipteană care aduce la viață în timpul nopților toate exponatele din muzeu începe să ruginească. Din această cauză exponatele încep să se comporte ciudat și să devină agresive. Larry Daley, care a fost promovat ca director al muzeului, încearcă să găsească o metodă de a salva tableta și în acest scop trebuie să meargă la Muzeul britanic împreună cu fiul său Nick. 

## Distribuție
- Ben Stiller ca Larry Daley[4]
- Skyler Gisondo ca Nicky Daley[5]
- Rebel Wilson ca Mindy, un agent de securitate[4]
- Robin Williams ca Theodore Roosevelt[4]
- Ben Kingsley ca un faraon egiptean[6]
- Dan Stevens ca Lancelot[7]
- Owen Wilson ca Jedediah[4]
- Ricky Gervais ca Dr. McPhee[4]
- Steve Coogan ca Octavius[4]
- Rachael Harris ca Madeline Phelps[8]
- Patrick Gallagher as Attila the Hun[4]
- Rami Malek ca Ahkmenrah[4]
- Mizuo Peck ca Sacagawea[4]
- Dick Van Dyke ca Cecil Fredericks[9]
- Mickey Rooney ca Gus[9]
- Bill Cobbs ca Reginald[9]